# Orłów (Szydłowiec)
Pour les articles homonymes, voir Orłów.
Orłów [ˈɔrwuf] est un village polonais de la gmina de Jastrząb, du powiat de Szydłowiec et dans la voïvodie de Mazovie.
Il est situé à environ 3 kilomètres à l'ouest de Jastrząb, 6 kilomètres à l'est de Szydłowiec et à 108 kilomètres au sud de Varsovie.